# Ernesto Aparicio
Ernesto Hugo Aparicio (28 de dezembro de 1948) é um ex-futebolista profissional salvadorenho, que atuava como atacante.

## Carreira
Ernesto Aparicio fez parte do elenco da histórica Seleção Salvadorenha de Futebol da Copa do Mundo de 1970, ele atuou em duas partidas. 